# Анисимов, Георгий Иванович
Гео́ргий Ива́нович Ани́симов (18 мая 1897, Смоленск — 18 марта 1974, Москва) — советский военный деятель, генерал-лейтенант (1944 год).

## Биография
Георгий Иванович Анисимов родился 18 мая 1897 года в Смоленске.

### Первая мировая и гражданская войны
В ряды Русской императорской армии был призван в июле 1915 года и был направлен в Иркутское военное училище, которое закончил в 1916 году, после чего был направлен командиром роты на Западный фронт.
В марте 1918 года был демобилизован в чине поручика.
В октябре 1918 года вступил в ряды РККА, после чего служил на должностях командира батальона 147-го и 145-го стрелковых полков 17-й стрелковой дивизии в составе 16-й армии, которая с ноября 1918 года носила название Западной, а с марта по июнь 1919 года — Литовско-Белорусской. Находясь на этих должностях, принимал участие в боевых действиях на Западном фронте против частей УНР и польской армии на пинском, мозырьском, овручском и коростеньском направлениях, весной и летом 1919 года — районе Вильно, Молодечно, Лепель, Полоцк, а затем на витебском и минском направлениях.
Летом 1920 года в бою в районе станции Шацилки Анисимов был контужен, а после излечения исполнял должность помощника командира 1-го запасного батальона, а с ноября 1920 года служил в 8-й стрелковой дивизии на должностях начальника дивизионной школы младшего комсостава, исполняющего должность начальника повторных курсов среднего комсостава при дивизии, с декабря 1921 года — исполняющего должность помощника командира 71-го стрелкового полка и начальника сборов гранатомётчиков, а с августа 1922 года — командира батальона 24-го стрелкового полка.

### Межвоенное время
В сентябре 1922 года Анисимов был направлен на учёбу на отделение старшего комсостава при Высшей тактико-стрелковой школе комсостава РККА, после окончания которого с августа 1923 года продолжил служить в 24-м стрелковом полку в составе 8-й стрелковой дивизии на должностях помощника командира полка по строевой части и начальника штаба полка.
В мае 1926 года был назначен на должность старшего помощника начальника оперативной части штаба 5-го стрелкового корпуса, а после окончания разведывательных курсов при 4-м управлении Штаба РККА в июле 1928 года исполнял должность начальника 2-й части разведывательного отделения штаба этого же корпуса.
В апреле 1933 года был назначен на должность инспектора физической подготовки и спорта штаба Белорусского военного округа, в 1935 году — на должность начальника штаба 29-й стрелковой дивизии этого же округа, а в 1937 году — на должность коменданта города Рогачёв.
В июле 1937 года Георгий Иванович Анисимов приказом НКО № 2899 был уволен в запас по статье 43, пункт «б», но вскоре этот приказ об увольнении был отменён, и Анисимов был назначен на должность начальника Могилёвских курсов усовершенствования командного состава запаса, а в феврале 1940 года — на должность начальника 1-х Слуцких курсов усовершенствования высшего и старшего начальствующего состава запаса.
В октябре 1940 года был направлен на учёбу в Академию Генерального штаба Красной Армии.

### Великая Отечественная война
В сентябре 1941 года полковник Анисимов был назначен на должность начальника 5-го отдела штаба ВДВ Красной Армии, в январе 1942 года — на должность заместителя главного инспектора — инспектора военно-учебных заведений Главного управления ВДВ Красной Армии, в мае того же года — на должность начальника Управления боевой подготовки ВДВ — второго заместителя начальника штаба ВДВ Красной Армии, а в августе того же года — на должность командира 212-й стрелковой дивизии, находившейся в составе Приволжского военного округа, а с октября находился в распоряжении Военного совета Донского фронта. В декабре того же года был назначен на должность командира 252-й стрелковой дивизии в составе 21-й армии того же фронта, после чего принимал участие в ходе Сталинградской битве. За проявленное мужество, стойкость, отвагу, умелое вождение войск при разгроме немецко-фашистских захватчиков под Сталинградом Георгию Ивановичу Анисимову было присвоено воинское звание «генерал-майор».
В декабре 1943 года был назначен на должность командира 75-й стрелковый корпуса в составе 53-й армии, который во время битвы за Днепр форсировал Днепр, после чего прошёл с боями более 100 километров, тем самым расширив плацдарм на правом берегу реки и обеспечив успешные действия войск и армии.
7 января 1944 года Анисимов был назначен на должность командира 123-го стрелкового корпуса, который в составе 42-й и 67-й армий принимал участие в ходе Ленинградско-Новгородской наступательной операции, а также в освобождении городов Красное Село и Красногвардейск.
15 апреля 1944 года был назначен на должность командира 6-го, а 2 июня — на должность командира 98-го стрелкового корпуса, который принимал участие в ходе Выборгско-Петрозаводской, Млавско-Эльбингской и Восточно-Померанской операций, с 14 по 28 января 1945 г в районе севернее города Пултуск в жестоких боях прорвал сильно укрепленную, глубоко эшелонированную оборону врага и перешел к энергичному преследованию врага, в ходе преследования противник понес большие потери в живой силе, взяты пленные, и богатые трофеи.
В ходе Восточно-Померанской операции 98-й стрелковый корпус под командованием генерал-лейтенанта Георгия Ивановича Анисимова принимал участие в ходе освобождения города Эльбинг (Эльблонг) к 10 февраля 1945 года, а к 6 марта — в освобождении города-крепости Грудзёндз, во время чего было взято в плен 15000 солдат и офицеров. Войскам, участвовавшим в боях за освобождение Грудзёндза, приказом ВГК от 6 марта 1945 г. объявлена благодарность и в Москве дан салют 20 артиллерийскими залпами из 224 орудий.
2 апреля 1945 года был освобождён город Данциг. За умелую организацию наступления, смелое применение обходного манёвра, а также грамотную организацию спецопераций с участием крупных соединений, направленных на борьбу с превосходящими силами немецко-фашистских захватчиков, с организацией массированных контрударов, нанесения врагу тяжёлых потерь в войсках, техники, за их полное истребление генерал-лейтенант Георгий Иванович Анисимов 10 апреля 1945 года был награждён орденом Кутузова 2-й степени.

### Послевоенная карьера
В августе 1945 года Анисимов был назначен на должность командира 132-го стрелкового корпуса в составе Северной группы войск, в июне 1946 года — на должность начальника курса, а в сентябре 1956 года — на должность начальника основного факультета Высшей военной академии имени К. Е. Ворошилова, преобразованной в июне 1958 года в Военную академию Генштаба.
Генерал-лейтенант Георгий Иванович Анисимов вышел в отставку в январе 1963 года. Умер 18 марта 1974 года в Москве.

## Награды
- Два ордена Ленина (в том числе 21.02.1945)
- Четыре ордена Красного Знамени (04.02.1943, 03.11.1944, 1.03.1945 .24.06.1948)
- Орден Суворова 2 степени (27.08.1943);
- ордена Кутузова 2 степени (13.02.1945)
- орден кутузова 2 степени (10.04.1945)
- Орден Александра Невского (15.05.1943);
- медали[1][2];
- Иностранный орден и медали.

## Память
Похоронен в Москве на Даниловском кладбище.